# Premier Foods

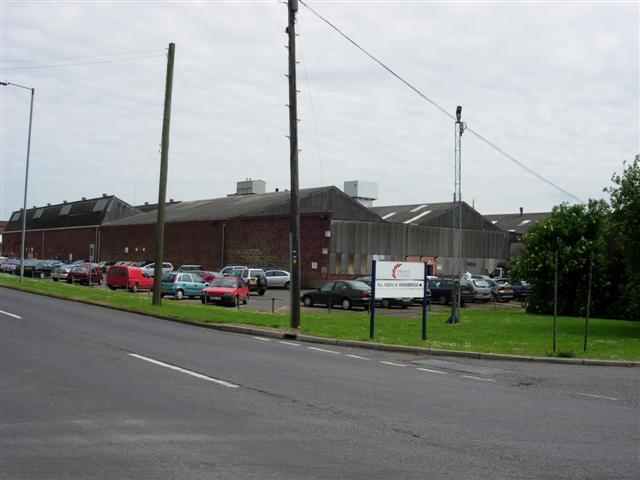
Fabrik von Premier Foods in Little Sutton.

Premier Foods ist ein britischer Nahrungsmittelhersteller mit Sitz in St Albans. Premier Foods ist an der Londoner Börse gelistet und Teil des FTSE 250 Index.
Das Unternehmen gehört seit 2007 mehrheitlich der Brait SE, die von Christoffel Wiese kontrolliert wird.

## Geschichte
Das Unternehmen wurde 1975 von Harry Solomon und David Thompson in London als Hillsdown Holdings gegründet. Der Name leitet sich von Thompson‘s house Hillsdown ab. Sein Sohn Richard Thompson arbeitete nach seiner Ausbildung in Haileybury für seinen Vater. 1981 übernahm das Unternehmen die Lockwood Foods Ltd, die sich unter Zwangsverwaltung befand. Im Mai 1987 trat David Thompson von Hillsdown Holdings zurück, verkaufte 50 % seiner Anteile und wurde ein nicht geschäftsführender Direktor. Im April 1989 verkaufte er alle seine Anteile.
Im Jahr 1986 kaufte das Unternehmen verschiedene Lebensmittelunternehmen von Beechams und erwarb 1990 Premier Brands, dem Lebensmittel- und anderen Produktsparten von Cadbury Schweppes, zu denen auch Typhoo und Cadbury-Getränke gehörten.
Es wurde 1999 von der Private-Equity-Gesellschaft Hicks, Muse, Tate and Furst erworben. Im Jahr 2002 kaufte es das Ambient-Food-Geschäft von Nestlé. Im Jahr 2004 wurde der Börsengang durchgeführt.
Im gleichen Jahr erwarb das Unternehmen die Marke Ambrosia für Pudding und Milchreis von der Colman's-Abteilung von Unilever.
Im Februar 2005 übernahm Premier Foods die Ambient-Dessert-Geschäfte von Kraft Foods, darunter Bird's Custard und Angel Delight.
Juni 2005 wurde Marlow Foods gekauft. Im Oktober folgte die Übernahme von Cauldron, wodurch die beiden führenden Marken im fleischfreien Bereich konsolidiert wurden. Im selben Monat gab Premier Foods den Verkauf von Typhoo-Tee an die indische Apeejay Surrendra Group für 140 Mio. US-Dollar bekannt. 
2006 übernahm Premier Foods die britischen und irischen Tochtergesellschaften von Campbell's für 460 Mio. Pfund. Zu den übernommenen Marken gehörten Oxo, Batchelors, Homepride und Fray Bentos. 
Im März 2007 wurde Rank Hovis McDougall für 1,2 Mrd. Britische Pfund übernommen. Dadurch kam das Unternehmen in den Besitz von Marken wie Cadbury plc, Sharwood’s und Bisto.
Im Januar 2014 kündigte Premier Foods eine neue Kapitalstruktur für das Unternehmen an, die eine Aktienemission von rund 353 Mio. Pfund, eine neue Pensionsvereinbarung, eine Hochzinsanleihe in Höhe von 500 Mio. Pfund und einen neuen Kreditvertrag mit einer kleineren Bankengruppe umfasste. Mit der Ausgliederung der Marke Hovis in ein Joint-Venture mit dem US-amerikanischen Risikokapitalfonds The Gores Group wurde Premier Foods zudem zu einem reinen Lebensmittelunternehmen. Premier Foods verkaufte einen Mehrheitsanteil von 51 % an dem Joint Venture an The Gores Group, wodurch Hovis ein privates Unternehmen wurde.
Das Unternehmen gab im März 2016 eine Partnerschaft mit dem japanischen Unternehmen Nissin Foodsbekannt, in deren Rahmen die Unternehmen ihre Produkte in ihren Heimatmärkten gegenseitig vertreiben würden. Premier Foods gab außerdem bekannt, ein unaufgefordertes Übernahmeangebot von McCormick & Company abgelehnt zu haben. Nissin erwarb daraufhin einen Anteil von 17,3 % an dem Unternehmen. McCormick zog sein Übernahmeangebot im April 2016 zurück.

## Produkte
Das Unternehmen produziert Softdrinks, Süßwaren, Gebäck, Convenience Food, Mehle und Gewürze. Zu den wichtigsten Marken (zum Teil nur als regionaler Rechteinhaber) gehören: Ambrosia (Pudding), Angel Delight (Desserts), Atora (Würzmittel), Batchelors (Convenience Food, insbesondere Instantsuppen), Be-Ro (Mehl), Birds (Desserts), Bisto (Soßen), Cadbury’s (Gebäck), Homepride (Soßen), Loyd (Soßen), Grossman (Soßen), Lyons (Gebäck), Marvel (Milchpulver), McDougalls (Mehl und Backmischungen), Mr Kipling (Kuchen), Ormo (Gebäck), Oxo (Konserven und Soßen), Paxo (Farces), Saxa (Salz), Sharwood’s (Soßen) und Smash (Kartoffelpüreepulver).